# 銭格非
銭 格非（せん かくひ、? - 1098年）は、北宋神宗の妃嬪。

## 生涯
最初、後宮に入って広平郡君となった。元豊8年（1085年）に神宗が崩ずると、美人に進封されたが、また瑤華宮に移され出家させられた。元符元年（1098年）10月、薨去した。
建中靖国元年（1101年）正月、徽宗から美人に追復された。5月、婕妤を追贈された。

## 伝記資料
- 『宋会要輯稿』
- 『故美人銭氏追贈婕妤制』